# Campeonato da Europa de Atletismo de 2018 - 50 km marcha atlética feminina
A prova da marcha atlética 50 km  feminina do Campeonato da Europa de Atletismo de 2018 foi disputada no dia 7 de agosto de 2018 pelas ruas de Berlim, com chegada no Estádio Olímpico de Berlim. 

## Recordes
Antes desta competição, os recordes mundiais e do campeonato nesta prova eram os seguintes:
|                       | Nome           | Nacionalidade | Tempo       | Local       | Data                 |
| --------------------- | -------------- | ------------- | ----------- | ----------- | -------------------- |
| Recorde mundial       | Liang Rui      | China         | 4h04m36s    | Taicang     | 5 de maio de 2018    |
| Recorde do campeonato | Novo evento    | Novo evento   | Novo evento | Novo evento | Novo evento          |
| Recorde europeu       | Inês Henriques | Portugal      | 4h05m56s    | Londres     | 13 de agosto de 2017 |

Os seguintes recordes foram estabelecidos durante esta competição: 
| Data        | Evento | Atleta         | Nacionalidade | Tempo    | Notas                 |
| ----------- | ------ | -------------- | ------------- | -------- | --------------------- |
| 7 de agosto | Final  | Inês Henriques | Portugal      | 4h09m21s | Recorde do campeonato |

## Medalhistas
| Ouro                 | Prata              | Bronze                  |
| Inês Henriques (POR) | Júlia Takács (ESP) | Khrystyna Yudkina (UKR) |

## Cronograma
Todos os horários são locais (UTC+2).
| Data        | Hora  | Evento |
| ----------- | ----- | ------ |
| 7 de agosto | 08:35 | Final  |

## Resultado
| Posição           | Atleta                  | Nacionalidade | Tempo   | Notas            |
| ----------------- | ----------------------- | ------------- | ------- | ---------------- |
| Medalha de ouro   | Inês Henriques          | Portugal      | 4:09:21 | , EL             |
| Medalha de prata  | Júlia Takács            | Espanha       | 4:15:22 |                  |
| Medalha de bronze | Khrystyna Yudkina       | Ucrânia       | 4:20:46 | Recorde pessoal  |
| 4                 | Mária Czaková           | Eslováquia    | 4:24:59 |                  |
| 5                 | Ainhoa Pinedo           | Espanha       | 4:27:03 |                  |
| 6                 | Mar Juárez              | Espanha       | 4:28:58 | Recorde pessoal  |
| 7                 | Dušica Topić            | Sérvia        | 4:30:43 | Recorde nacional |
| 8                 | Mariavittoria Becchetti | Itália        | 4:31:41 | Recorde pessoal  |
| 9                 | Nadzeya Darazhuk        | Bielorrússia  | 4:35:14 |                  |
| 10                | Ivana Renić             | Croácia       | 4:35:39 | Recorde nacional |
| 11                | Tiia Kuikka             | Finlândia     | 4:35:56 |                  |
| 12                | Lucie Champalou         | França        | 4:52:38 |                  |
| 13                | Joanna Bemowska         | Polónia       | DNF     |                  |
| 13                | Agnieszka Ellward       | Polónia       | DNF     |                  |
| 13                | Semiha Mutlu            | Turquia       | DNF     |                  |
| 13                | Nastassia Yatsevich     | Bielorrússia  | DNF     |                  |
| 13                | Anett Torma             | Hungria       | DSQ     | 230.7 (a)        |
| 13                | Alina Tsviliy           | Ucrânia       | 4:12:44 | DSQ              |
| 13                | Vasylyna Vitovshchyk    | Ucrânia       | 4:23:15 | DSQ              |

Legenda
| Recorde mundial       | Recorde mundial (World record)               |                       | Recorde africano                      | Recorde africano (African) |                                           | Q | Classificado por posição (Qualified) |
| Recorde do campeonato | Recorde do campeonato (Championship record)  | Recorde da América    | Recorde da América (Americas)         | q                          | Classificado por melhor tempo (Qualified) |   |                                      |
| Melhor marca do ano   | Melhor marca do ano (World leading)          | Recorde asiático      | Recorde asiático (Asian)              | DNS                        | Não largou (Did not start)                |   |                                      |
| Recorde nacional      | Recorde nacional (National record)           | Recorde europeu       | Recorde europeu (European)            | DNF                        | Não terminou (Did not finish)             |   |                                      |
| Recorde pessoal       | Recorde pessoal do atleta (Personal best)    | Recorde da Oceania    | Recorde da Oceania (Oceania)          | DSQ / DQ                   | Desclassificado (Disqualified)            |   |                                      |
| Recorde da temporada  | Recorde da temporada do atleta (Season best) | Recorde sul-americano | Recorde sul-americano (South America) | NM                         | Sem marca (No mark)                       |   |                                      |